# Scam baiting (cacciatori di truffe)
Lo scam baiting (o scambaiting) è un fenomeno di vigilantismo digitale mirata a contrastare truffe online, come la truffa amorosa, gli schemi d'investimento fraudolenti, casi di truffa alla nigeriana e altre attività illecite rivolte ai consumatori, sia italiani che stranieri, basate principalmente sul raggiro e sulle tecniche di ingegneria sociale. In italiano potrebbero essere definiti "cacciatori di truffe", sebbene il termine "bait" sia solitamente legata all'esca utilizzata nella pesca.
Gli scam baiter si atteggiano a potenziali vittime per far perdere tempo e risorse ai truffatori, raccogliere informazioni utili alle autorità e denunciare pubblicamente i truffatori. Possono documentare gli strumenti e i metodi dei truffatori, avvisare le potenziali vittime, rivelare i nomi dei truffatori o delle identità clonate in forum di discussione, ostacolare a livello informatico i truffatori utilizzando trojan ad accesso remoto e virus informatici o rimuovere pagine web fraudolente. Alcuni scam baiter chiamano o intrattengono conversazioni online con i truffatori per infastidirli e fargli perdere tempo, lasciando quindi ai truffatori meno tempo per truffare le potenziali vittime. Alcuni scam baiter sono motivati da un senso civico, altri semplicemente lo fanno per il proprio divertimento, o una combinazione di entrambi.

## Metodologia
Per le truffe che si svolgono in forma scritta, gli scam baiter possono rispondere alle e-mail truffaldine utilizzando account secondari o account di posta elettronica usa e getta, fingendo di essere pronti ad accettare le offerte dei truffatori.
I metodi più diffusi dello scam baiting sono chiedere ai truffatori di compilare lunghi questionari; indurre i truffatori a fare lunghi viaggi; intavolare lunghe conversazioni o fare continuamente finta di non capire così da farli sforzare ulteriormente nel tentativo di farsi capire o ottenere prove dei pagamenti fatti. Pagamenti che, però, non sono mai stati effettuati.
Gli scam baiter possono ingannare i truffatori con affermazioni assurde, a volte senza senso, fingendosi impacciati nella comunicazione o nello svolgimento di procedure di pagamento digitali. Alcuni possono umiliare pubblicamente i truffatori, pubblicando online dialoghi, foto o l'intero carteggio di conversazioni.  Alcuni arrivano a convincere i truffatori a inviare immagini imbarazzanti, altrimenti note come "trofei". Alcune delle immagini caricate sui primi siti web di truffa sono state descritte come una forma di schadenfreude   ma sono anche state criticate in quanto rafforzavano gli stereotipi razzisti. Tuttavia, i contenuti odierni che inducono a truffe sono principalmente incentrati sull’educazione su come funzionano le truffe e sulla prevenzione, così da evitare di diventarne vittime.

## Esempi
Nel 2005, un membro di 419eater.com si è spacciato per un operatore umanitario in un campo profughi al confine tra Ciad e Sudan per adescare tre truffatori nigeriani specializzati nella truffa 419, il numero dell'articolo del codice penale nigeriano che punisce questo tipo di truffe, non a caso rientranti nel filone della "truffa alla nigeriana". Convinse i truffatori a recarsi nel campo per ricevere personalmente i 145.000 dollari, cosa che avrebbe richiesto loro di attraversare una zona di guerra. Due degli uomini sparirono durante il viaggio, probabilmente incarcerati o uccisi dai militanti, e il loro capo (lo zio di uno degli uomini inviati) si rese conto che erano stati adescati solo dopo aver venduto la sua auto per recarsi a Khartoum, in quanto lo scam baiter lo aveva convinto che gli uomini erano tenuti in custodia lì. Ciò ha scatenato un dibattito sul sito web riguardo all'etica di adescare i truffatori in situazioni pericolose.
Nel gennaio 2014, i membri di 419eater.com sono apparsi in due segmenti del programma Secrets of the Scammers di Channel 4 . Nel primo, gli scam baiter hanno convinto un truffatore a viaggiare da Londra a una località remota della Cornovaglia, prima in treno e poi in taxi, per incontrare una finta vittima, che in realtà era proprio uno scam baiter, cos' da riscuotere il pagamento per un affare in oro. Nel secondo segmento, una truffatrice ha incontrato due scam baiter che si fingevano vittime a Trafalgar Square per consegnare loro un assegno falso. Successivamente il truffatore è stato interrogato dalla polizia.
Siti web, YouTube e Twitch sono piattaforme popolari che gli scam baiter utilizzano per istruire e intrattenere il loro pubblico su vari tipi di truffe.

## In Italia
Dal 2014, Massimo Cappanera si occupa di scam baiting in Italia. In articoli online ed un libro-guida, ha analizzato diverse tipologie di truffe digitali, come le truffe alla nigeriana, le truffe della Costa d'Avorio e le truffe sentimentali. Utilizzando un tono ironico e fingendo di cascare nelle trappole, ha ricostruito le interazioni con i truffatori, evidenziando i meccanismi psicologici e le tecniche adottate per ingannare le vittime.